# Blanca Giovo
 (mars 2021).
Blanca Ethel Giovo, née à San Justo (province de Buenos Aires, Argentine) le 6 décembre 1926 et morte à Genève (Suisse) le 9 mai 2014[source insuffisante], est une artiste peintre argentine.

## Biographie
Blanca Giovo et sa sœur jumelle Perla naissent à San Justo  (province de Buenos Aires) le 6 décembre 1926, dans une famille issue de l'immigration italienne en Argentine. Fille de Alfredo Giovo (pharmacien) et de Elena Grazioli de Giovo (institutrice de formation), elle grandit  dans la maison familiale de Castelar (province de Buenos Aires).
A 14 ans, à la fin de l'école obligatoire, Blanca découvre la peinture à l'huile grâce à son oncle maternel, Attilio Grazioli, peintre amateur. Elle réalise ses premières huiles en copiant des cartes postales représentant des paysages suisses. Ses parents lui donnent  un professeur privé d'arts plastiques, Raúl Sívori, qui lui apprendra à dessiner à la mine de plomb et à peindre à l'aquarelle, et l'encouragera à tirer ses sujets directement de la réalité. De là naîtra son goût pour la peinture à l'air libre, en pleine nature, qu'elle pratiquera toute sa vie. Elle étudie ensuite la composition avec le maître Orlando Pierri (es) et s'initie à la peinture de nu dans les cours donnés à la  Société Argentine d'Artistes Plastiques et à l'Association d'Encouragement des Beaux-Arts de Buenos Aires. En 1952, elle se marie avec Hernán Rodríguez Campoamor. Elle expose ses œuvres avec régularité dans diverses galeries et institutions. Le premier enfant du couple, Alejandro, naît en 1956.  

### New York et l'ouverture au monde
En 1958, à la suite de la nomination de Hernán à un poste de fonctionnaire international aux Nations unies, la famille s'installe à New York[réf. souhaitée]. Blanca s'inscrit en arts plastiques à la New York University, où elle suivra les cours de Stefano Cusumano  puis à la School of Visual Arts, où son professeur de perspective sera Burne Hogarth . C'est une période d'apprentissage et de production intenses, pendant laquelle elle va  acquérir une grande maîtrise du dessin au fusain (natures mortes, portraits, autoportraits) et du travail de l'huile, en particulier à la spatule. Elle exposera à la New York University à la Galerie Echeverría de Moorestown, New Jersey, au Club d'Art des Nations unies ainsi que dans le hall central de son siège de l'East River. 
En 1961, elle expose à la Galerie Ligoa Duncan et se voit récompensée du "Prix de Paris" décerné par cette institution, à la suite de quoi deux de ses huiles seront exposées au musée Raymond Duncan, à Paris.  

### L'aventure mexicaine

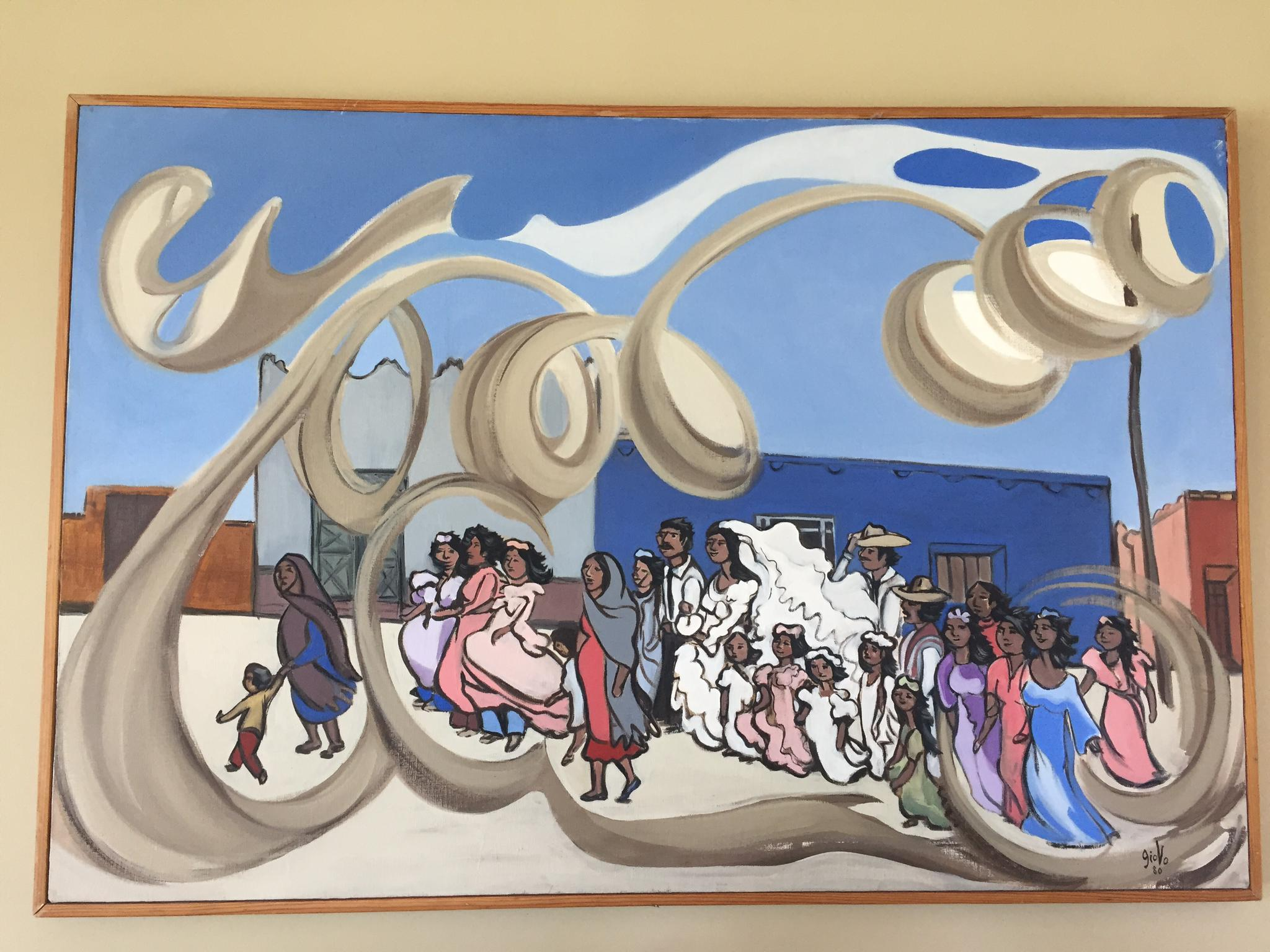
Giovo, Mariage à Atlixco, 1980

En 1978, menacés par la dictature militaire au pouvoir en Argentine, le couple et ses deux filles s'exilent au Mexique, tandis qu'Alejandro, le fils aîné, part recommencer ses études universitaires en Angleterre. La famille vivra deux ans à Mexico, où Giovo s'imprègnera de la richesse culturelle d'un pays qui la marquera profondément et dont elle célèbrera la "force" dans ses peintures. Dans son vaste atelier vitré de Polanco, surplombant la capitale, l'artiste se lance dans des huiles de grandes dimensions, capturant les contrastes violents des lumières filtrées par les nuages de la saison des pluies. Touchée par l'oppression que subissent les classes populaires, et plus particulièrement les paysans, elle inaugure son cycle d'œuvres contestataires (Milpa, ¿Dónde papá ?) et capture également des scènes vues en passant, au gré des périples de la famille (Mariage à Atlixco, La vendeuse de tomates, Amecameca). Le séjour mexicain s'achève en juin 1980 par une exposition individuelle à la galerie Aleph de la Zona Rosa, en plein cœur de Mexico DF.

### Retour en Suisse

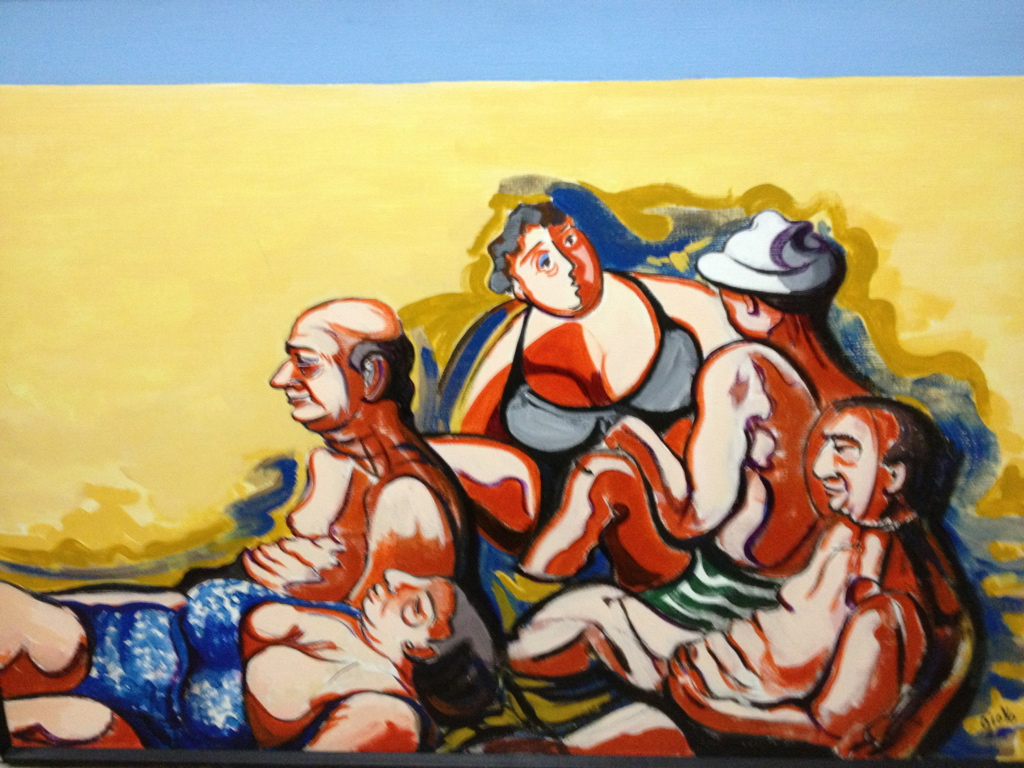
Giovo, Sur la plage 1 (premier panneau du triptyque du même nom)

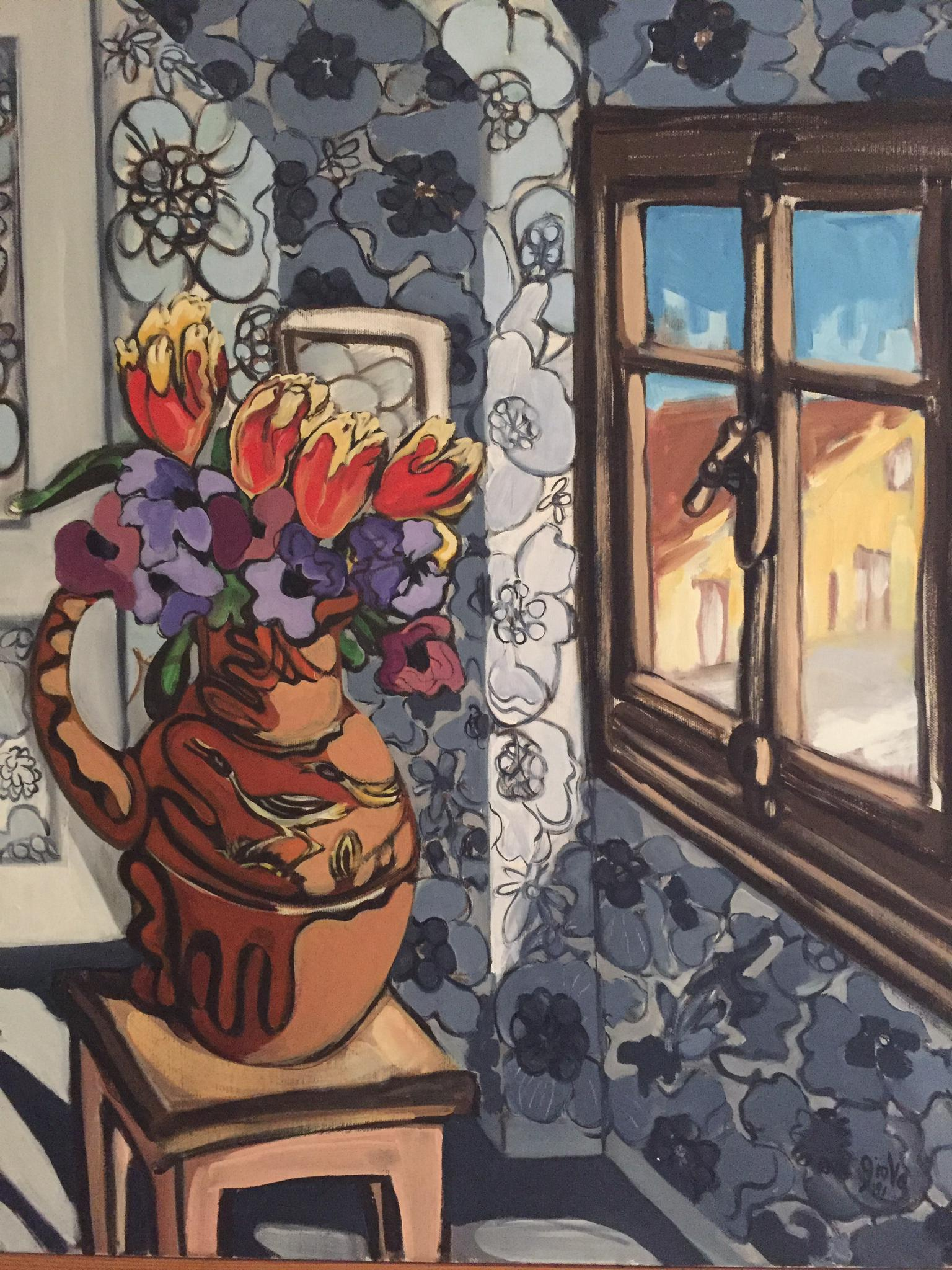
Giovo, Vue d'atelier (Rue du Collège), huile sur toile, 1981

En août 1980, Giovo est de retour en Suisse, avec son mari et ses filles. La famille s'installe à Nyon, et Giovo trouve un atelier dans une maison ancienne à la rue du Collège. La chambre où elle travaille, décorée d'une tapisserie aux énormes fleurs bleues, servira de décor à plusieurs de ses huiles (Le propriétaire, Vue d'atelier). En 1981, elle expose individuellement à la Galerie Marguerite Motte, à Genève. Suivront de nombreuses expositions collectives et individuelles un peu partout dans la région valdo-genevoise. Pendant cette période, elle produit de nombreux portraits d'une grande originalité, ainsi que des dessins, des paysages à l'huile et des acryliques inspirés par ses séjours sur la Costa Brava, dont beaucoup au contenu humoristique. Elle est élue membre permanente du Cercle d'Art du BIT.

### Reconnaissance officielle
En 1989, son huile en plusieurs panneaux  Introduction à l'histoire du travail est offerte officiellement au Bureau International du Travail par le gouvernement argentin démocratiquement élu de Raúl Alfonsín, et est exposée en permanence dans la Salle des colonnes du siège du BIT à Genève.   

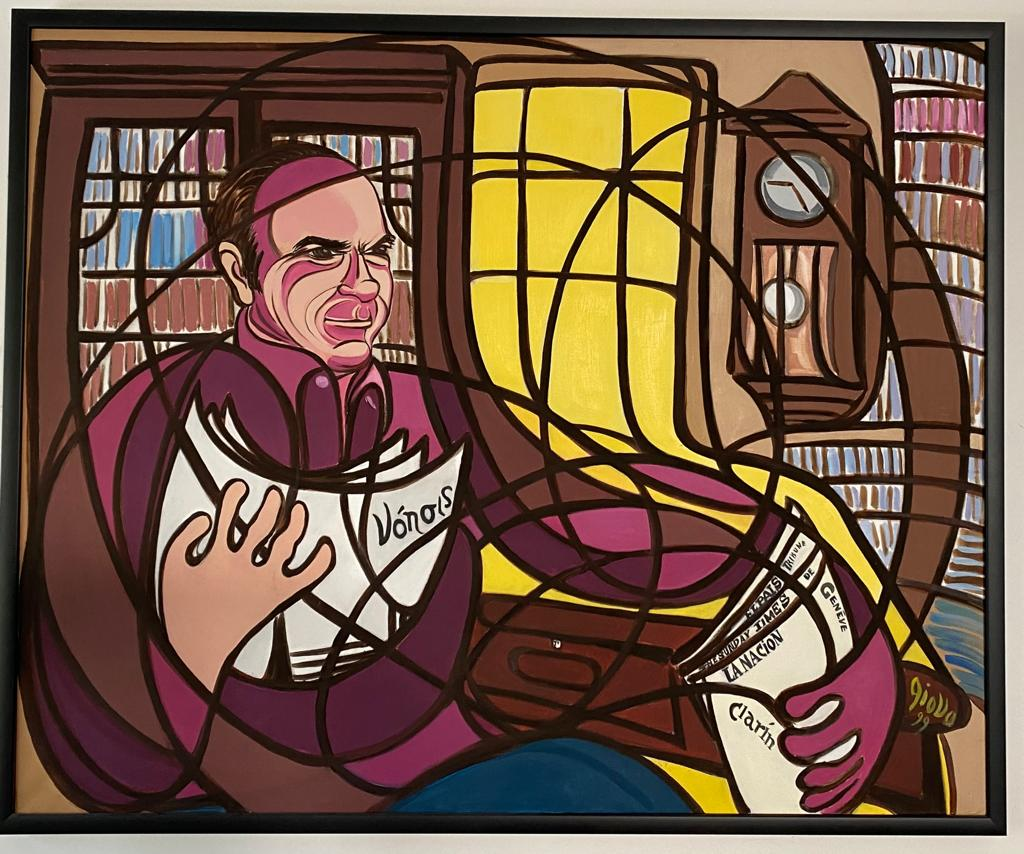
Giovo, Un poquito de verdad (Un petit peu de vérité), portrait posthume de Hernán Rodríguez Campoamor, mari de l'artiste. Huile sur toile, 1999

En 1992, L'épopée des Malouines, ensemble de cinq tableaux réalisés en 1982, entre dans la collection du Musée de la Casa Rosada (Palais présidentiel, Buenos Aires, Argentine).   
A l'occasion du concours "Montmartre au Molard", organisé par les Rentes Genevoises en mai 1993, son huile Midi vingt est primée par le jury présidé par le peintre Archiguille et achetée par l'institution, en tant que première œuvre de sa pinacothèque.  
En août 1996, les Rentes Genevoises, dans le cadre de la célébration de leur 150e anniversaire, parmi les 50 œuvres présentées à leur nouveau concours, décernent le 2e prix à l'huile de Giovo Genève, la couleur de l'espoir.

### Les dernières années
En janvier 1999, Hernán décède d'une maladie foudroyante. Giovo est dévastée. Sa dernière carte de Noël sera envoyée en février 1999, avec l'annonce du décès d'Hernán. Elle produira une dernière grande huile, Un petit peu de vérité,  portrait posthume de son mari. Désormais, elle ne peindra plus que très rarement, et en petit format (Vue de Puerto Madero). Elle participera encore à quelques expositions collectives et elle continuera par contre, par habitude, à dessiner sur des nappes et des serviettes au café ou au restaurant, comme elle n'a cessé de le pratiquer depuis sa période new-yorkaise.    

Installée à Lancy depuis 2005, Giovo s'éteint à Genève le 9 mai 2014, à l'âge de 87 ans[source insuffisante]. Elle est enterrée au cimetière de Nyon[réf. nécessaire]

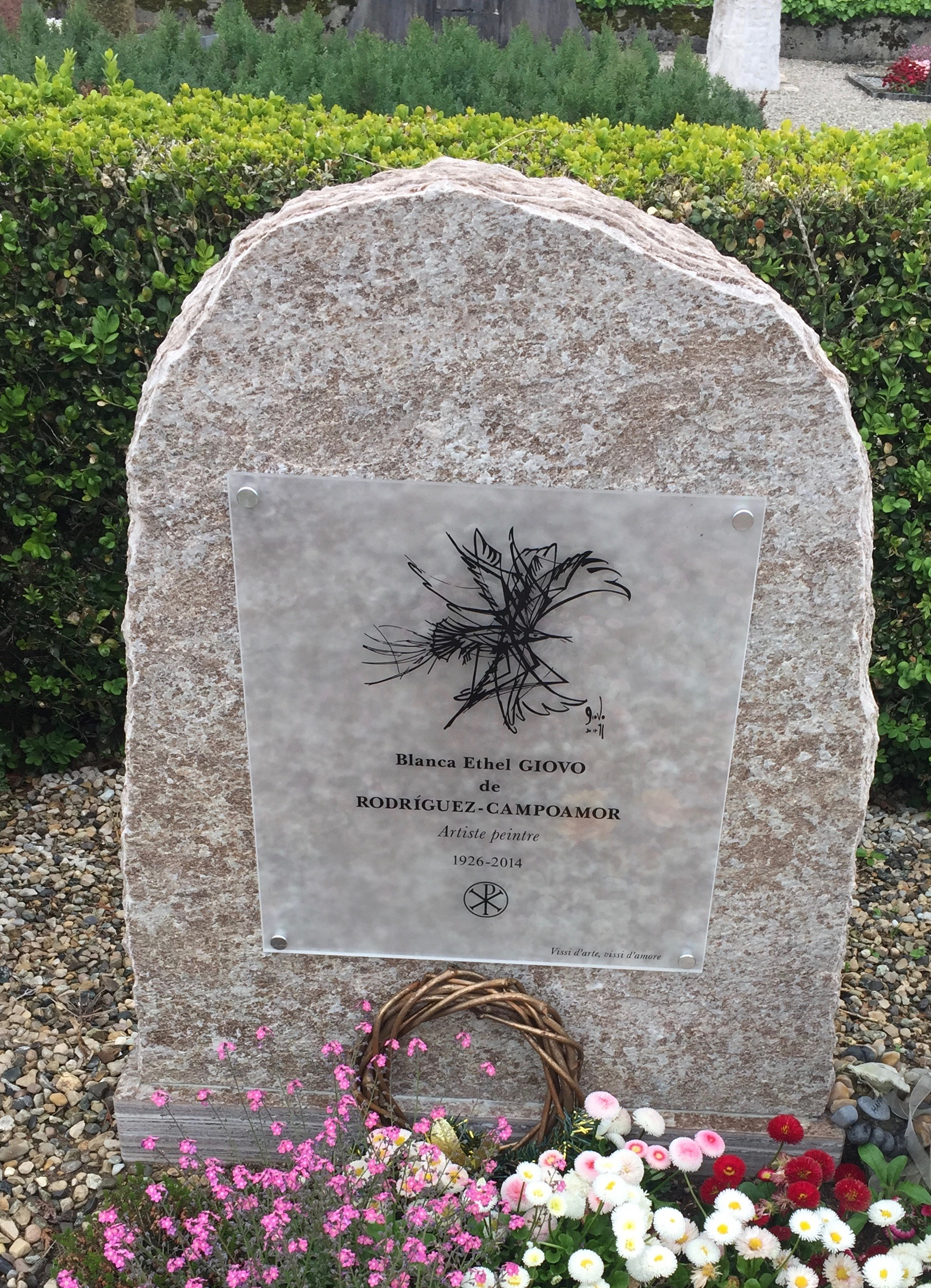
Tombeau de l'artiste argentine Blanca Giovo au cimetière de Nyon (VD)